# جيمس غولشميدت
جيمس غولشميدت (بالألمانية: James Goldschmidt)‏ هو أستاذ جامعي ومحامي ألماني، ولد في 17 ديسمبر 1874 في برلين في ألمانيا، وتوفي في 28 يونيو 1940 في مونتفيدو في الأوروغواي.